# Баптизманский, Вадим Ипполитович
Вадим Ипполитович Баптизманский (укр. Вадим Іполитович Баптизманський; 5 ноября 1918, Одесса, Херсонская губерния — 17 марта 1995, Днепропетровск) — советский и украинский металлург, член-корреспондент Академии наук Украины (1978). Доктор технических наук (1962), профессор (1963). Заведующий кафедрой металлургии стали Национальной металлургической академии Украины (1965–1991). Лауреат Госпремии Украины (1999, посмертно).

## Биография
Потомок Владимира Христофоровича Дерфельдена. 
В 1939 году в Красной Армии. В начале 1942 года воевал на Калининском фронте в р185 полку 257 стрелковой дивизии. В 1942 году воевал в 204 воздушно-десантной бригаде. В 1942 году был заместителем командира стрелково-парашютной роты воздушно-десантного батальона. 
В начале 1950-х годов в журнале Сталь возникла дискуссия по вопросу о возможности снижения содержания марганца в чугуне, и тем самым отказа от поддержки определённого содержания марганца в процессе мартеновской плавки, в которой вместе с В. И. Явойским и В. И. Баптизманским принял участие Е. И. Зарвин, который на основе производственных экспериментов показал нецелесообразность существовавшей технологии. 
Входил в учёный совет ИЧМ Минчермета в Днепропетровске.
Имеет ряд патентов. 

## Награды
- Орден Отечественной войны I степени
- Орден Красной звезды (1942)
- Государственная премия УССР в области науки и техники (1978)
- Лауреат премии Совета министров СССР за 1991 год

## Сочинения
- Теория кислородно-конвертерных процессов
- Конвертерные процессы производства стали: Теория, технология, конструкции агрегатов. Авторы: В. И. Баптизманский, М. Я. Меджибожский, В. Б. Охотский. Под общей редакцией В. И. Баптизманского (Киев; Донецк: Вища шк. Головное издательство, 1984)
- Баптизманский В. И., Величко А. Г., Исаев Е. И. Внепечная обработка стали
- Технология и установки непрерывного способа производства стали. (1978) Соавт.: И. В. Лысенко и др.
- Раскисление и легирование стали экзотермическими ферросплавами